# Mistrovství Evropy ve volejbale žen 2015
29. mistrovství Evropy  ve volejbale žen se bude konat ve dnech 25. září – 4. října v Nizozemsku a Belgii.
Turnaje se zúčastnilo 16 družstev, rozdělených do čtyř čtyřčlenných skupin. Nejlepší družstva s každé skupiny postoupila přímo do čtvrtfinále. Týmy na druhém a třetím místě se utkali vyřazovacím systémem o účast ve čtvrtfinále. Dále následoval klasický play off systém. Titul mistra Evropy obhajují volejbalistky Ruska.

## Kvalifikace
| Pořadatelé - Belgie - Nizozemsko | Přímý postup z ME 2013 - Chorvatsko - Itálie - Německo - Rusko - Srbsko | Postup z Kvalifikace - Ázerbájdžán - Bělorusko - Bulharsko - Česko - Maďarsko - Polsko - Rumunsko - Slovinsko - Turecko |

## Pořadatelská města
| Rotterdam        | Rotterdam                 | Eindhoven              | Apeldoorn           | Antverpy        |
| ---------------- | ------------------------- | ---------------------- | ------------------- | --------------- |
| Ahoy Rotterdam   | Topsportcentrum Rotterdam | Sportcentrum Eindhoven | Omnisport Apeldoorn | Lotto Arena     |
|                  |                           |                        |                     |                 |
| Kapacita: 14 000 | Kapacita: 2 500           | Kapacita: 4 000        | Kapacita: 2 000     | Kapacita: 5 200 |

## Výsledky a tabulky

### Základní část

#### Skupina A (Apeldoorn)
| Datum    | Čas   | Zápas                  | Výsledek | Sety  | Sety  | Sety  | Sety  | Sety | Míče  | Report |
| Datum    | Čas   | Zápas                  | Výsledek | 1     | 2     | 3     | 4     | 5    | Míče  | Report |
| -------- | ----- | ---------------------- | -------- | ----- | ----- | ----- | ----- | ---- | ----- | ------ |
| 26. září | 15:30 | Slovinsko – Nizozemsko | 0:3      | 12:25 | 14:25 | 22:25 |       |      | 48:75 | Zpráva |
| 26. září | 18:30 | Itálie – Polsko        | 3:1      | 25:20 | 21:25 | 25:17 | 25:16 |      | 96:78 | Zpráva |
| 27. září | 15:30 | Nizozemsko – Polsko    | 3:1      | 25:15 | 25:11 | 19:25 | 25:18 |      | 94:69 | Zpráva |
| 27. září | 18:30 | Slovinsko – Itálie     | 1:3      | 9:25  | 12:25 | 26:24 | 11:25 |      | 58:99 | Zpráva |
| 28. září | 17:00 | Polsko – Slovinsko     | 3:0      | 25:18 | 25:19 | 25:21 |       |      | 75:58 | Zpráva |
| 28. září | 20:00 | Nizozemsko – Itálie    | 3:0      | 25:15 | 25:18 | 25:22 |       |      | 75:55 | Zpráva |

| Poř | Země       | Body | Výhry | Prohry | Sety | Ratio | Míče    | Ratio |
| --- | ---------- | ---- | ----- | ------ | ---- | ----- | ------- | ----- |
| 1.  | Nizozemsko | 9    | 3     | 0      | 9:1  | 9.000 | 244:172 | 1.419 |
| 2.  | Itálie     | 6    | 2     | 1      | 6:5  | 1.200 | 250:211 | 1.185 |
| 3.  | Polsko     | 3    | 1     | 2      | 5:6  | 0.833 | 222:248 | 0.895 |
| 4.  | Slovinsko  | 0    | 0     | 3      | 1:9  | 0.111 | 164:249 | 0.659 |

#### Skupina B (Antverpy)
| Datum    | Čas   | Zápas                  | Výsledek | Sety  | Sety  | Sety  | Sety  | Sety | Míče   | Report |
| Datum    | Čas   | Zápas                  | Výsledek | 1     | 2     | 3     | 4     | 5    | Míče   | Report |
| -------- | ----- | ---------------------- | -------- | ----- | ----- | ----- | ----- | ---- | ------ | ------ |
| 26. září | 17:30 | Maďarsko – Belgie      | 0:3      | 15:25 | 8:25  | 18:25 |       |      | 41:75  | Zpráva |
| 26. září | 20:30 | Turecko – Ázerbájdžán  | 3:0      | 25:21 | 28:26 | 25:13 |       |      | 78:60  | Zpráva |
| 27. září | 16:00 | Belgie – Ázerbájdžán   | 3:0      | 25:17 | 25:20 | 27:25 |       |      | 77:62  | Zpráva |
| 27. září | 19:00 | Maďarsko – Turecko     | 0:3      | 20:25 | 20:25 | 14:25 |       |      | 54:75  | Zpráva |
| 28. září | 17:00 | Ázerbájdžán – Maďarsko | 1:3      | 16:25 | 28:26 | 22:25 | 16:25 |      | 82:101 | Zpráva |
| 28. září | 20:00 | Belgie – Turecko       | 0:3      | 18:25 | 17:25 | 16:25 |       |      | 51:75  | Zpráva |

| Poř | Země        | Body | Výhry | Prohry | Sety | Ratio | Míče    | Ratio |
| --- | ----------- | ---- | ----- | ------ | ---- | ----- | ------- | ----- |
| 1.  | Turecko     | 6    | 3     | 0      | 9:0  | MAX   | 228:165 | 1.382 |
| 2.  | Belgie      | 6    | 2     | 1      | 6:3  | 2.000 | 203:178 | 1.140 |
| 3.  | Maďarsko    | 3    | 1     | 2      | 3:7  | 0.429 | 196:232 | 0.845 |
| 4.  | Ázerbájdžán | 0    | 0     | 3      | 1:9  | 0.111 | 204:256 | 0.797 |

#### Skupina C (Rotterdam - Topsportcentrum)
| Datum    | Čas   | Zápas                  | Výsledek | Sety  | Sety  | Sety  | Sety  | Sety  | Míče    | Report |
| Datum    | Čas   | Zápas                  | Výsledek | 1     | 2     | 3     | 4     | 5     | Míče    | Report |
| -------- | ----- | ---------------------- | -------- | ----- | ----- | ----- | ----- | ----- | ------- | ------ |
| 26. září | 15:00 | Bulharsko – Rusko      | 0:3      | 6:25  | 14:25 | 25:27 |       |       | 45:77   | Zpráva |
| 26. září | 18:00 | Chorvatsko – Bělorusko | 0:3      | 19:25 | 18:25 | 24:26 |       |       | 61:76   | Zpráva |
| 27. září | 15:00 | Rusko – Bělorusko      | 3:0      | 25:18 | 25:16 | 25:21 |       |       | 75:55   | Zpráva |
| 27. září | 18:00 | Bulharsko – Chorvatsko | 2:3      | 23:25 | 25:22 | 25:14 | 22:25 | 13:15 | 108:101 | Zpráva |
| 28. září | 17:00 | Bělorusko – Bulharsko  | 3:2      | 25:21 | 25:23 | 14:25 | 20:25 | 15:11 | 99:105  | Zpráva |
| 28. září | 20:00 | Rusko – Chorvatsko     | 0:3      | 21:25 | 24:26 | 24:26 |       |       | 69:77   | Zpráva |

| Poř | Země       | Body | Výhry | Prohry | Sety | Ratio | Míče    | Ratio |
| --- | ---------- | ---- | ----- | ------ | ---- | ----- | ------- | ----- |
| 1.  | Rusko      | 6    | 2     | 1      | 6:3  | 2.000 | 221:177 | 1.249 |
| 2.  | Bělorusko  | 5    | 2     | 1      | 6:5  | 1.200 | 230:241 | 0.954 |
| 3.  | Chorvatsko | 5    | 2     | 1      | 6:5  | 1.200 | 239:253 | 0.945 |
| 4.  | Bulharsko  | 2    | 0     | 3      | 4:9  | 0.444 | 258:277 | 0.931 |

#### Skupina D (Eindhoven)
| Datum    | Čas   | Zápas              | Výsledek | Sety  | Sety  | Sety  | Sety  | Sety | Míče  | Report |
| Datum    | Čas   | Zápas              | Výsledek | 1     | 2     | 3     | 4     | 5    | Míče  | Report |
| -------- | ----- | ------------------ | -------- | ----- | ----- | ----- | ----- | ---- | ----- | ------ |
| 26. září | 15:00 | Česko – Rumunsko   | 3:0      | 25:13 | 25:18 | 25:15 |       |      | 75:46 | Zpráva |
| 26. září | 18:00 | Srbsko – Německo   | 3:0      | 25:18 | 25:22 | 25:19 |       |      | 75:59 | Zpráva |
| 27. září | 15:00 | Rumunsko – Německo | 1:3      | 14:25 | 26:24 | 15:25 | 19:25 |      | 74:99 | Zpráva |
| 27. září | 18:00 | Česko – Srbsko     | 0:3      | 20:25 | 23:25 | 18:25 |       |      | 61:75 | Zpráva |
| 28. září | 17:00 | Německo – Česko    | 3:0      | 25:17 | 25:23 | 25:17 |       |      | 75:57 | Zpráva |
| 28. září | 20:00 | Rumunsko – Srbsko  | 0:3      | 20:25 | 14:25 | 15:25 |       |      | 49:75 | Zpráva |

| Poř | Země     | Body | Výhry | Prohry | Sety | Ratio | Míče    | Ratio |
| --- | -------- | ---- | ----- | ------ | ---- | ----- | ------- | ----- |
| 1.  | Srbsko   | 9    | 3     | 0      | 9:0  | MAX   | 150:120 | 1.250 |
| 2.  | Německo  | 6    | 2     | 1      | 6:4  | 1.500 | 233:206 | 1.131 |
| 3.  | Česko    | 3    | 1     | 2      | 3:6  | 0.500 | 193:196 | 0.985 |
| 4.  | Rumunsko | 0    | 0     | 3      | 1:9  | 0.167 | 120:174 | 0.690 |

### Play off (Rotterdam - Ahoy, Antverpy)

#### Osmifinále
| 30. září | 17:00 | Rotterdam | Itálie – Chorvatsko | 3:0 | 25:22 | 25:21 | 25:20 |       |       | 75:63  | Zpráva |
| 30. září | 17:30 | Antverpy  | Belgie – Česko      | 3:1 | 25:12 | 23:25 | 25:21 | 25:9  |       | 98:67  | Zpráva |
| 30. září | 20:00 | Rotterdam | Bělorusko – Polsko  | 2:3 | 17:25 | 13:25 | 25:22 | 25:20 | 12:15 | 92:107 | Zpráva |
| 30. září | 20:30 | Antverpy  | Německo – Maďarsko  | 3:0 | 25:18 | 25:17 | 25:14 |       |       | 75:49  | Zpráva |

#### Čtvrtfinále
| 1. října | 17:00 | Rotterdam | Nizozemsko – Polsko | 3:1 | 25:16 | 23:25 | 25:16 | 25:16 |       | 98:73   | Zpráva |
| 1. října | 17:30 | Antverpy  | Turecko – Německo   | 3:2 | 25:20 | 21:25 | 20:25 | 25:23 | 15:12 | 106:105 | Zpráva |
| 1. října | 20:00 | Rotterdam | Rusko – Itálie      | 3:1 | 30:28 | 20:25 | 25:23 | 25:20 |       | 100:96  | Zpráva |
| 1. října | 20:30 | Antverpy  | Srbsko – Belgie     | 3:1 | 19:25 | 29:27 | 25:11 | 25:18 |       | 98:81   | Zpráva |

#### Semifinále
| 3. října | 15:30 | Rotterdam | Nizozemsko – Turecko | 3:0 | 25:22 | 25:18 | 28:26 |       |  | 78:66 | Zpráva |
| 3. října | 18:30 | Rotterdam | Rusko – Srbsko       | 3:1 | 25:23 | 25:23 | 21:25 | 25:22 |  | 96:93 | Zpráva |

#### O 3. místo
| 4. října | 14:00 | Rotterdam | Turecko – Srbsko | 0:3 | 19:25 | 17:25 | 18:25 |  |  | 54:75 | Zpráva |

#### Finále
| 4. října | 17:00 | Rotterdam | Nizozemsko – Rusko | 0:3 | 14:25 | 20:25 | 20:25 |  |  | 54:75 | Zpráva |

## Konečné pořadí
| 29.              | Mistrovství Evropy 2015 | Z | V | P | Skóre | B  |
| ---------------- | ----------------------- | - | - | - | ----- | -- |
| Zlatá medaile    | Rusko                   | 6 | 5 | 1 | 15:5  | 15 |
| Stříbrná medaile | Nizozemsko              | 6 | 5 | 1 | 15:5  | 15 |
| Bronzová medaile | Srbsko                  | 6 | 5 | 1 | 16:4  | 15 |
| 4.               | Turecko                 | 6 | 4 | 2 | 12:8  | 11 |
| 5.               | Německo                 | 5 | 3 | 2 | 11:7  | 10 |
| 6.               | Belgie                  | 5 | 3 | 2 | 10:7  | 9  |
| 7.               | Itálie                  | 5 | 3 | 2 | 10:8  | 9  |
| 8.               | Polsko                  | 5 | 2 | 3 | 9:11  | 5  |
| 9.               | Bělorusko               | 4 | 2 | 2 | 8:8   | 6  |
| 10.              | Chorvatsko              | 4 | 2 | 2 | 6:8   | 5  |
| 11.              | Česko                   | 4 | 1 | 3 | 4:9   | 3  |
| 12.              | Maďarsko                | 4 | 1 | 3 | 3:10  | 3  |
| 13.              | Bulharsko               | 3 | 0 | 3 | 4:9   | 2  |
| 14.              | Ázerbájdžán             | 3 | 0 | 3 | 1:9   | 0  |
| 15.              | Rumunsko                | 3 | 0 | 3 | 1:9   | 0  |
| 16.              | Slovinsko               | 3 | 0 | 3 | 1:9   | 0  |